# Forelophilus
Forelophilus (лат.) — подрод муравьёв подсемейства формицины в составе рода Camponotus (Formicinae, Camponotini). Юго-Восточная Азия. Ранее рассматривался в качестве отдельного рода.

## Описание
Мелкие муравьи коричневого и чёрного цвета. Заднегрудка сзади выступающая, но без шипиков. Усики длинные, у самок и рабочих 12-члениковые. Жвалы рабочих с 5 зубцами. Нижнечелюстные щупики 6-члениковые, нижнегубные щупики состоят из 4 сегментов . Голени средних и задних ног с одной апикальной шпорой. Стебелёк между грудкой и брюшком состоит из одного сегмента (петиоль). Рабочие полиморфные
.

## Систематика
По результатам молекулярно-генетических исследований (на основе работы Ward et al 2016) включён в состав рода Camponotus в качестве подрода.
- Forelophilus overbecki Kutter, 1931 — Борнео, Индонезия, Филиппины
- Forelophilus philippinensis Zettel & Zimmermann, 2007 — Филиппины
- Forelophilus stefanschoedli Zettel & Zimmermann, 2007 — Филиппины